# Austrosaropogon horsleyi
Austrosaropogon horsleyi là một loài ruồi trong họ Asilidae. Austrosaropogon horsleyi được Walker miêu tả năm 1851. Loài này phân bố ở miền Australasia.